# Teorema de Rolle
En càlcul, el teorema de Rolle estableix que

Si:
- f: [a, b] → ℝ és una funció contínua en un interval tancat [a,b]
- f és derivable en l'interval obert (a,b)
- f(a) = f(b)

Llavors: existeix algun nombre c en l'interval obert (a,b) tal que
f' (c) = 0.

Gràfic per exemplificar el teorema

Gràficament, això significa que si una corba regular surt i arriba per la mateixa altura, sempre existeix algun punt entre ells on la tangent és horitzontal.
Observeu que totes les assumpcions són necessàries. Per exemple, si f(x) = |x|, es té que f(-1) = f(+1), però no hi ha cap x entre -1 i +1 amb f ' (x) = 0. Això és perquè tot i que la funció és contínua, no és derivable en (-1,1).
El teorema va ser enunciat per primera vegada per Michel Rolle, publicat el 1691.
El teorema de Rolle s'utilitza, entre altres coses, per demostrar el teorema del valor mitjà de Cauchy.

## Demostració
Sigui f: [a, b] → ℝ, una funció contínua en [a,b] tal que f(a) = f(b). Pel teorema de Weierstrass, la funció té un màxim i un mínim absoluts en l'interval [a, b]. Es diferencien diverses situacions:
- Si tant el màxim com el mínim absoluts de f coincideixen amb f(a) = f(b), llavors f és constant en [a, b] i així, f ' (x) = 0 en tot punt de l'interval (a, b).
- Si la funció assoleix un màxim en un punt x de (a, b), caldrà estudiar les derivades laterals de x de manera separada:

- Per una y < x de l'interval (a,b), com que x és un màxim, el quocient incremental (f(x) − f(y)) / (x − y) és no-negatiu. Això segueix sent vàlid a mesura que es fa tendir y a x, de manera en el límit quan y→x− també és no-negatiu. Observeu que aquest límit existeix ja que f és diferenciable en tot l'interval (a,b).
- Per una y > x de l'interval (a,b), (f(x) − f(y)) / (x − y) és no-positiu. Així en el límit quan y→x+ és també no-positiu.

Finalment, com que f és derivable en x, ambdós límits han d'ésser iguals, de manera que han de valer 0. Això implica que f ' (x) = 0.
- Si la funció assoleix un mínim en un punt x de (a,b), s'arriba al fet que f ' (x) = 0 de forma anàloga que en el cas anterior.

## Generalització
El teorema normalment és enunciat de la mateixa manera que apareix en l'encapçalament, però en realitat segueix sent vàlid sota les següents condicions una mica menys restrictives:

Si:
- f: [a, b] → ℝ és una funció contínua en un interval tancat [a,b]
- Per a tot x en (a,b) el límit {\displaystyle \lim _{h\to 0}(f(x+h)-f(x))/h} existeix o és igual a ±∞.
- f(a) = f(b)

Llavors: existeix algun nombre c en l'interval obert (a,b) tal que
f' (c) = 0.